# Venus de Hohle Fels
La Venus de Hohle Fels és la denominació per una petita escultura prehistòrica humana, trobada a Alemanya el 2008.
Va ser trobada en una excavació realitzada entre els dies 8 i 15 de setembre de 2008, a 20 m dins d'una de les coves de Hohle Fels, a la vall del riu Ach a Jura de Suàbia, prop de Schelklingen (Baden-Württemberg, Alemanya). L'escultura, trencada en sis fragments, té 6 cm d'alçada, 3,5 cm d'amplària i 3 cm de profunditat, amb un pes de 33 grams.
Es troba esculpida en ivori d'una femella de mamut. Representa una figura femenina amb els atributs sexuals molt marcats, com succeeix amb aquest tipus de representacions femenines, tradicionalment anomenades "Venus". En concret, la figura mostra molt desenvolupats les sines, els malucs i la vulva. Mostra molt de detall a les mans i els dits, i li falten l'espatlla i el braç esquerres.
Segons els mesuraments realitzats amb radiocarboni, l'escultura tindria un mínim de 35.000 anys d'antiguitat, i podria fins i tot arribar als 40.000 anys segons altres investigadors. Aquestes dates situarien la troballa en la cultura aurinyaciana, la qual cosa la convertiria en l'escultura humana més antiga de què es té constància, i 5.000 anys anterior a les Venus gravetianes. Hi ha, però, representacions abstractes de figures humanes més antigues a Sud-àfrica, amb uns 75.000 anys d'antiguitat.